# Spirit Lake (Idaho)
Spirit Lake è una città degli Stati Uniti d'America, situata nello Stato dell'Idaho, nella Contea di Kootenai.